# ジャパニズム
『ジャパニズム』（JAPANISM）とは、青林堂が隔月で刊行していた“保守言論”雑誌。キャッチフレーズは「再生、日本の、底力」。

## 概要
2011年4月26日創刊。創刊号から03号までは西村幸祐が、08号から11号までは古谷経衡が編集長を務めた。多数の政治評論家・ジャーナリスト・政治家等が寄稿している。
若い世代をターゲットに据えてアニメ・漫画等のサブカルチャーにも力を入れており、連載漫画の単行本化も行なわれていた。表紙画は第17号までイラストレーターのゆきうさぎが、第28号から40号まではすみとしこが担当した。
2020年2月10日53号で休刊（ウェブサイトの最後の紹介は2019年12月の第52号）。

## 連載漫画
- 英霊たちの肖像（富田安紀子）
- アマテラスの翼（孫向文）

連載終了
- テコンダー朴（原作・白正男、作画・山戸大輔）[7]
- 愛国少女ウヨ子ちゃん（小林拓己）[8]
- まんがで読む古事記（久松文雄）[9]
- 日之丸街宣女子（原作・岡田壱花、作画・富田安紀子）[10]第48号で打ち切り。
- 大和撫子が行く!（孫向文）[11]

## 批判
漫画家の小林よしのりは保守を自認する人物ではあるが、かなり極端な主張を行う部類に入るこの雑誌に対してはかなり批判的であり、同誌について「この雑誌が嫌いだ」とした上で同誌は在特会を擁護する雑誌であり、原発推進派のゴリゴリの右派雑誌であるとして批判している。そして同誌が大特集として在特会会長の桜井誠へのインタビューを掲載し、以前の京都朝鮮学校公園占用抗議事件において京都地裁で在特会が敗訴して賠償金の支払いや京都朝鮮学校周辺での街宣活動の停止を求められた判決に対して疑問を呈し、また同誌の中ほどに「カウンター側からの反論」として安田浩一のインタビューを掲載した際にリード文として「桜井会長の在日問題に対する“主張”を否定する読者は少ないだろう」という文章がある事に触れ「つまりこの雑誌の読者は在特会であり、在特会を擁護する者たちであり、朝鮮人差別が好きな者たちである。」として同誌の読者が人種差別を行っていると批判。同時にこのリード文に「しかし、堂々と弊誌に登場してくれ、在特会を斬る安田氏の姿は『敵』ながら天晴れなのではないだろうか――。」というものがある事にも触れて「この雑誌においては、在特会を批判する者は「敵」なのだ。」として同誌の読者が在特会を批判する者を敵視し、完全に在特会の主張と同じ主張を持っていると批判している。
そして小林は内容を読むと確実に安田に理があり正しいとして「朝鮮人は死ね!」や「チョンは出ていけ！」と罵声を吐く行為はヘイトスピーチであり、殴る、蹴る、刺すなどといった行為と全く変わらない暴力であると痛烈に批判し、在特会には政治的主張が無く差別を行っているだけであるという安田の意見に賛成して在日特権は存在しないとしている。なお安田は桜井に討論を提案しているが、桜井は逃げるだけだという。そしてこの差別雑誌に小林とも親しい高森明勅と笹幸恵が登場している事に関しては「悲しい気持ちになった」と懸念し、在特会については差別集団であると総括している。
そして同誌を出版している青林堂については同社が以前出版していたガロを「伝説の漫画雑誌」として評価し、かつては青林堂という名前には伝説的なブランド力があったのに対し近年は「保守」を自称したネトウヨ雑誌を出していると批判して同誌は在特会にまで主張させ、幸福の科学が支援する不愉快極まりない雑誌であると断定している。そして同社については悪魔に魂を売るような商売を行っていると痛烈に批判している。
また小林は同時に青林堂が従業員に対するパワハラや不当解雇、賃金の未払い等の問題を抱えている現在の出版体制に対して青林堂の栄光を汚すものであると批判している。